# Rockdale (Washington)
Rockdale ist eine ausgestorbene Stadt im King County im US-Bundesstaat Washington. Das GNIS klassifiziert Rockdale als „bewohnten Ort“.
Ein „Rockdale“ genanntes Postamt wurde 1912 röffnet und blieb bis 1915 in Betrieb. Die Gemeinde in der Kaskadenkette wurde nach den vielen Felsen in der Umgebung der Ortslage benannt. Genau südlich des Snoqualmie Pass gelegen, bildete es das Westportal des Snoqualmie Tunnel, der von der Chicago, Milwaukee, St. Paul and Pacific Railroad („The Milwaukee Road“) von 1912 bis 1914 gebaut wurde.
Rockdale liegt etwa 120 m oberhalb und südlich der ostwärts gerichteten Richtungsfahrbahnen der Interstate 90, des früheren U.S. Highway 10, in einer Höhe von etwa 760 m über dem Meeresspiegel.
Der Tunnel und die Trasse sind als Rail-Trail Teil des Iron Horse State Park.